# Zellatilla columbia
Zellatilla columbia là một loài bướm đêm thuộc phân họ Arctiinae, họ Erebidae. Chúng thường được tìm thấy ở Colombia và Cuba.